# Fageda d'en Jordà
La fageda d'en Jordà  —en español: el hayedo de Jordà— es una reserva natural que comprende un bosque de hayas de características únicas en España, ya que crece sobre un terreno relativamente llano, formado por una colada enfriada de lava procedente del volcán del Croscat, a una altitud que no es frecuente en la zona mediterránea de la península ibérica para este tipo de bosque, entre 550 y 650 m. Tiene una extensión de unos 4,8 km² y su suelo está formado por prominencias de lava que pueden alcanzar más de 20 m de altura, que reciben el nombre local de tossols. 
El hayedo es famoso porque el poeta Joan Maragall escribió un conocido poema en su honor ("La fageda d'en Jordà"). En la entrada principal del hayedo, en el kilómetro 4 de la carretera de Olot a Santa Pau, donde se halla el aparcamiento de Can Serra, hay un monolito en su honor. Dentro del bosque está prohibido el uso de vehículos a motor, no obstante, hay varias rutas a pie y se puede alquilar un caballo o un carruaje antiguo tirado por caballos en el kilómetro 7 de la carretera de Olot a Santa Pau.

## Localización
La fageda d'en Jordà se encuentra en la comarca de La Garrocha, a unos 5,5 km de Olot. Ocupa parte de los municipios de Santa Pau, Olot y Las Presas y forma parte del parque natural de la Zona Volcánica de la Garrocha. El hayedo está rodeado por varios de los 21 volcanes que hay en la comarca de la Garrocha. En uno de los extremos del bosque se encuentra la masía de Can Jordà, que le da nombre, y que hoy es un Centro de Conservación de Plantas Cultivadas. Su objetivo es el cultivo de especies de frutales próximas a la extinción y variedades de plantas que han entrado en regresión, como algunas variedades de alforfón. Dentro del bosque se encuentra la cooperativa La Fageda, dedicada a la producción de derivados lácticos y que da trabajo a disminuidos psíquicos.

## Clima y vegetación
La fageda d'en Jordà está formada casi en su totalidad por hayas de mediano y gran tamaño sobre un terreno que no se ha roturado hace muchos años, aunque aun pueden apreciarse los viejos senderos de antiguas explotaciones agrarias y forestales. El haya (Fagus sylvatica) se beneficia de un clima generoso, abundante en lluvias (900 a 1000 mm), fresco, de transición mediterránea de montaña húmeda a atlántica, orientado ligeramente al norte, con un sustrato de gredas rojizas relativamente recientes, andosoles y otros suelos marrones en los que estos árboles crecen con facilidad.

## Fauna
El corzo, jabalí, gato montés, lirón, garduña o gineta. También se encuentran en este espacio natural protegido el águila culebrera, el azor, cárabo, halcón peregrino, picapinos, trepador azul y el carbonero palustre, además de víboras y otros reptiles.